# Elecciones parciales de Singapur de 1979
Las elecciones parciales de Singapur de 1979 tuvieron lugar el 10 de febrero del mencionado año con el objetivo de cubrir siete escaños del Parlamento de Singapur. Se realizaron como parte de la estrategia del Partido de Acción Popular (PAP), gobernante y hegemónico de renovar sus filas al invitar a renunciar a algunos miembros veteranos. En ese momento, el PAP controlaba todos los escaños del parlamento. Los distritos a renovar fueron Anson, Geylang West, Mountbatten, Nee Soon, Potong Pasir, Sembawang y Telok Blangah.
Se trató de los comicios complementarios más grandes en la historia de Singapur, con siete circunscripciones en disputa. La oposición buscó organizarse para concurrir unida a las elecciones. El Frente Unido de Singapur (SUF) buscó erigirse como la mayor fuerza de la oposición al disputar tres escaños, pero uno de ellos (en la circunscripción de Geylang West), fue descalificado. La decisión del Frente Socialista (BS) de abstenerse en los comicios, criticada por otros partidos opositores, permitió también que el PAP ganara sin oposición tanto el distrito de Geylang West como Nee Soon, por lo que solo cinco de los distritos a renovar efectivamente vieron realizar una elección.
De este modo, el PAP fue el único partido en presentar candidatos en las siete circunscripciones. Con respecto a los candidatos opositores, el Partido de los Trabajadores (WP), encabezado por J. B. Jeyaretnam, había sido el partido opositor más votado en las anteriores cuatro elecciones generales y presentó a su líder en el distrito de Telok Blangah; el Frente Unido disputó Anson y Mountbatten (el único partido opositor con más de un candidato). El Frente Popular Unido (UPF) disputó Sembawang; mientras que Potong Pasir, la circunscripción restante, fue disputada por Chiam See Tong, candidato independiente que al año siguiente fundaría el Partido Demócrata de Singapur (SDP).
El PAP obtuvo en última instancia todos los escaños en disputa y continuó siendo el único partido político representado en el Parlamento. Con un 38,78% de los votos, Jeyaretnam fue el candidato opositor con mejor desempeño, seguido por Chiam con un 33,15% (ambos serían dos y cinco años más tarde los primeros parlamentarios opositores electos en 1981 y 1984 respectivamente). El exparlamentario de Malasia por el Partido de Acción Democrática Devan Nair, que había retornado a Singapur diez años atrás, logró ser elegido por la circunscripción de Anson. Tanto Nair como el candidato del PAP en la circunscripción de Sembawang, Tony Tan, serían más tarde presidentes de la República.
Se trató de la instancia más reciente de elecciones parciales en las cuales se ha cubierto más de un escaño parlamentario (todos los escenarios posteriores fueron de una sola circunscripción), y también se trató de la última ocasión en la que el Partido de los Trabajadores disputó una elección parcial y resultó derrotado.

## Resultados
|  | 86.21 % |

|  | 13.79 % |

|  | 97.25 % |

|  | 2.75 % |

|  | 79.94 % |

|  | 20.06 % |

|  | 97.30 % |

|  | 2.70 % |

|  | 66.85 % |

|  | 33.15 % |

|  | 97.78 % |

|  | 2.22 % |

|  | 78.42 % |

|  | 21.58 % |

|  | 97.83 % |

|  | 2.17 % |

|  | 61.22 % |

|  | 38.78 % |

|  | 98.26 % |

|  | 1.74 % |